# Orms þáttr Stórólfssonar

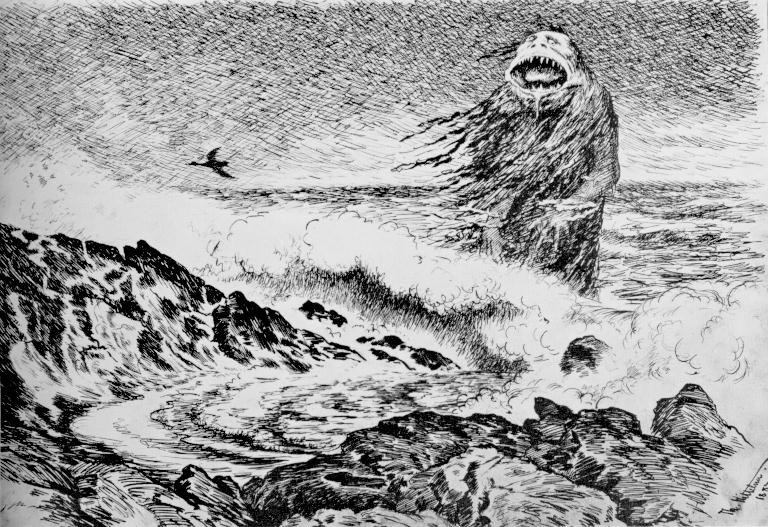
Sjøtrollet (El trol marino) de Theodor Kittelsen, artista noruego famoso por sus ilustraciones sobre leyendas nórdicas como Orms þáttr Stórólfssonar y Þorsteins þáttr uxafóts.

Orms þáttr Stórólfssonar es una historia corta islandesa (þáttr) que trata sobre un poderoso héroe llamado Ormur hinn sterki Stórólfsson que recuerda a la figura de Grettir Ásmundarson, pero su fuerza sobrehumana supera al personaje de la saga de Grettir. Existe otro relato contemporáneo con características en común, Þorsteins þáttr uxafóts. 
El relato también fue objeto para la creación de dos baladas escritas de las Islas Feroe y otras dos en Suecia.